# Diocesi di Gubbio

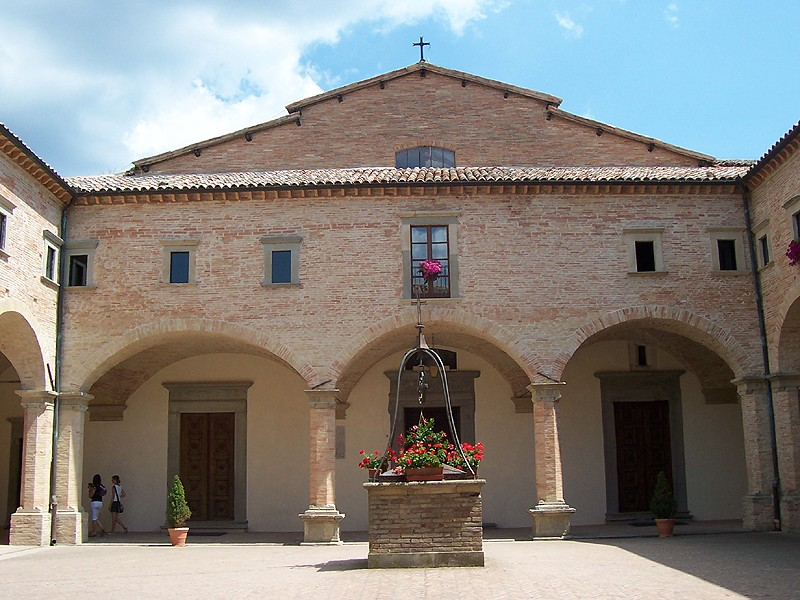
La basilica di Sant'Ubaldo a Gubbio.

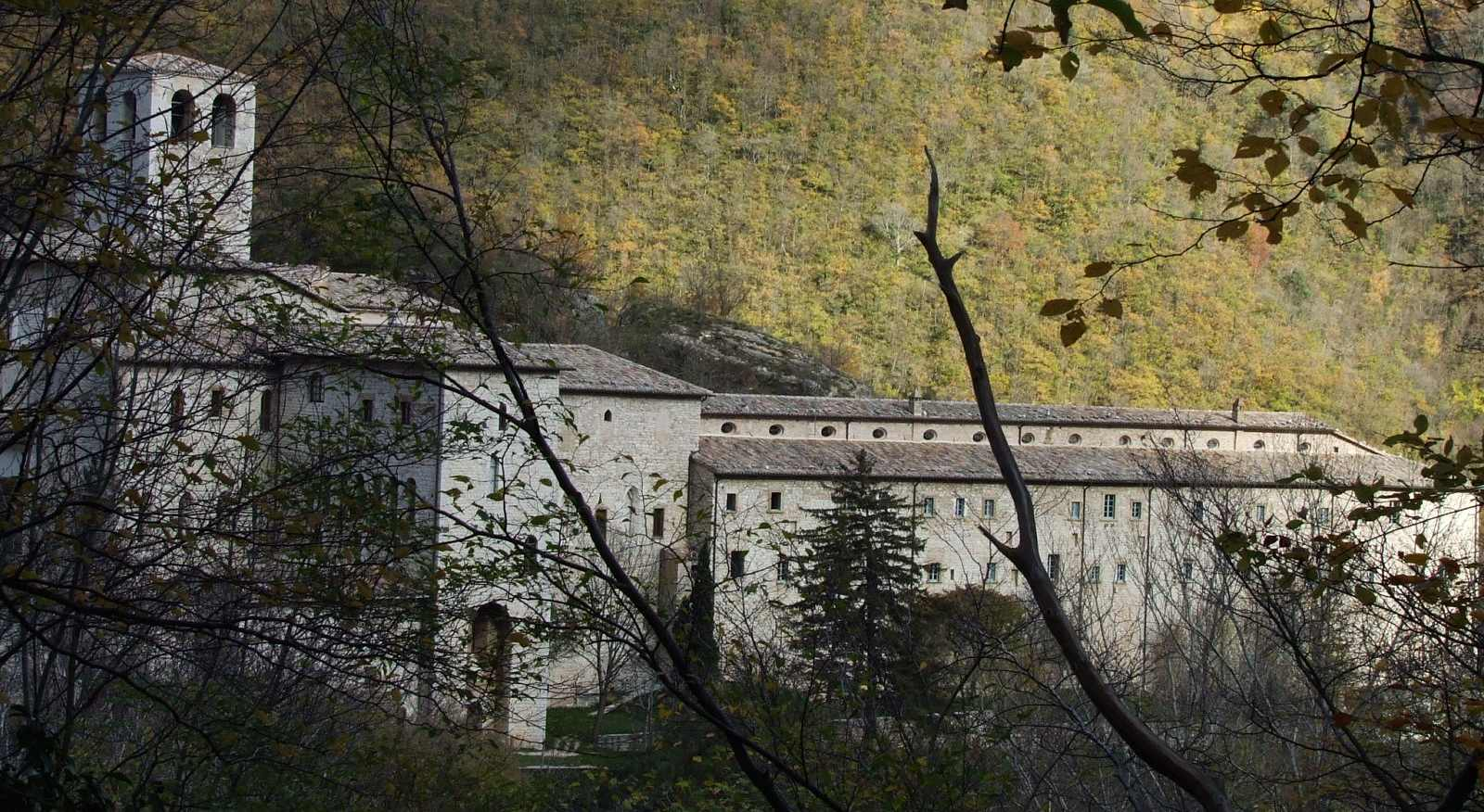
Il monastero di Fonte Avellana, da cui provennero molti vescovi eugubini tra XI e XIV secolo.

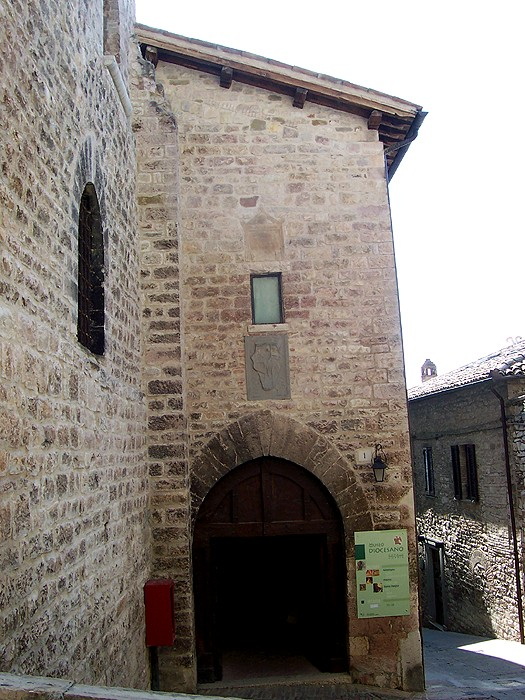
L'entrata del museo diocesano di Gubbio nell'antico palazzo dei canonici della cattedrale.

La diocesi di Gubbio (in latino Dioecesis Eugubina) è una sede della Chiesa cattolica in Italia suffraganea dell'arcidiocesi di Perugia-Città della Pieve, appartenente alla regione ecclesiastica Umbria. Nel 2023 contava 52.565 battezzati su 53.274 abitanti. È retta dal vescovo Luciano Paolucci Bedini.

## Territorio
La diocesi comprende il territorio dei comuni di Costacciaro, Gubbio, Scheggia e Pascelupo e parte del comune di Umbertide in provincia di Perugia; e il comune di Cantiano in provincia di Pesaro-Urbino.
Confina a nord e a est con la diocesi di Città di Castello, a sud con l'arcidiocesi di Perugia-Città della Pieve e la diocesi di Assisi-Nocera Umbra-Gualdo Tadino, e a ovest con la diocesi di Fano-Fossombrone-Cagli-Pergola.
Sede vescovile è la città di Gubbio, dove si trova la basilica cattedrale dei Santi Mariano e Giacomo; sul Monte Ingino, il colle che sovrasta Gubbio, si trova la basilica di Sant'Ubaldo.
Il territorio si estende su 930 km² ed è suddiviso in 39 parrocchie raggruppate in 5 zone pastorali: zona cittadina, zona Umbertide, zona Flaminia, zona Mocaiana e zona Saonda-Chiascio.

## Storia
Attraverso l'epistolario di san Girolamo, è certa dell'esistenza di una Chiesa eugubina costituita e organizzata almeno fin dal IV secolo, rendendola così - per fondazione - una delle più antiche dell'Italia centrale.
Attorno alla metà del V secolo è da collocare il martirio del soldato Verecondo, da identificarsi con un santo africano, sulla cui tomba sorse in seguito un'abbazia benedettina. Verso la fine del V secolo, i resti di sette martiri africani (Secondo, Secondino, Agapito, Emiliano, Antonio, Tertulla, Mariano e Giacomo) vennero traslati a Gubbio: per due di quei martiri, Giacomo e Mariano, a cui fu dedicata la cattedrale, sant'Agostino aveva composto due sermoni. Attorno al culto per questi santi si consolidò l'identità ecclesiale della città umbra e molti vescovi eugubini del tempo vengono citati come Episcopi Sancti Mariani.
Il primo vescovo storicamente documentato è Decenzio, menzionato in una lettera di papa Innocenzo I del 416, nella quale il pontefice si riferisce ai praedecessores tui, indizio che altri vescovi hanno preceduto Decenzio, almeno fin dal IV secolo. Il secondo vescovo noto è Gaudioso, menzionato in una lettera di Gregorio Magno del 599 come visitatore della chiesa di Tadinum.
Pochi sono i vescovi storicamente documentati per il primo millennio. Eruditi locali, per colmare i vuoti nella cronotassi episcopale, hanno inserito una serie di nomi inattendibili e fantastici, ed è stato merito dello storico Mauro Sarti nel Settecento aver restituito a Gubbio l'esatta successione dei vescovi certi della Chiesa eugubina. Dopo Decenzio e Gaudioso, bisogna arrivare alla seconda metà dell'VIII secolo per conoscere il terzo vescovo di Gubbio, Florentino, che prese parte al concilio lateranense celebrato da papa Stefano III nel 769. I concili romani hanno restituito poi i nomi dei vescovi Bennato nell'826, Erfone nell'847 e nell'853 e Domenico nell'861 e nell'868.
L'invasione degli Ungari e degli Avari del 917 arrecò danni irreparabili a città e territorio e cancellò quel che rimaneva dell'antico splendore. La rinascita ecclesiale e territoriale si deve principalmente all'insediarsi di numerosi monasteri tra la fine del X e l'inizio dell'XI secolo. Tra questi bisogna ricordare il monastero di San Donato di Pulpiano, fondato da monaci irlandesi, le abbazie benedettine di Sant'Emiliano in Congiuntoli e di Santa Maria di Sitria, e soprattutto il monastero camaldolese di Fonte Avellana, notevole centro culturale grazie a san Pier Damiani. Strettissimi furono i rapporti tra il monastero avellanita e la diocesi eugubina; diversi infatti sono stati i vescovi di Gubbio che provenivano dal monastero camaldolese, da Giuliano, attestato all'inizio dell'XI secolo, fino a Gabriele Gabrielli, vescovo dal 1377 al 1383.
Tra XI e XII secolo la Chiesa eugubina fu onorata della presenza di tre santi vescovi, Rodolfo (ca. 1058-1064) e Giovanni (ca. 1104-1105), camaldolesi di Fonte Avellana, e soprattutto Ubaldo Baldassini (ca. 1129-1160), oggi venerato come patrono della città e della diocesi: a lui si devono la ricostruzione urbana e della cattedrale (distrutta da un incendio nel 1126), la riforma e rinascita spirituale del clero, dei canonici della cattedrale (ai quali venne fatta adottare la regola Portuense) e del popolo, la riorganizzazione delle parrocchie rurali e la difesa delle libertà civili.
Dalla prima metà del Quattrocento, per quasi un secolo, Gubbio assurse al rango di prima città del ducato dei Montefeltro e dei Della Rovere e la sua diocesi venne nobilitata da tutta una serie di vescovi cardinali di prima levatura nella storia della Chiesa: Girolamo e Francesco Della Rovere, Antonio Ferrero, Federico Fregoso, Pietro Bembo, Giacomo Savelli e Marcello Cervini, poi papa Marcello II.
Gli episcopati di Cervini (1544-1555) e del suo successore Savelli (1555-1560) segnarono un periodo di rinascita per la vita ecclesiale: vennero riformati il capitolo della cattedrale e la curia vescovile, creati l'archivio e il seminario (fondato nel 1601), riorganizzata la rete parrocchiale, applicate le nuove norme liturgiche, riformata la disciplina del clero, ed ebbero inizio le visite pastorali.
Con l'estinzione della dinastia dei della Rovere e il ritorno di Gubbio alle dirette dipendenze di Roma, iniziò il declino della città che divenne un piccolo centro di provincia: la diocesi passò dall'immediata soggezione alla Santa Sede a essere suffraganea della sede metropolitana di Urbino (4 giugno 1563). Tuttavia i vescovi eugubini non accettarono di buon grado questa suffraganeità, considerandosi sempre soggetti alla Santa Sede. I dissidi fra il metropolita di Urbino ed i vescovi di Gubbio si protrasse fino al Settecento, quando papa Benedetto XIII dovette intervenire nuovamente il 23 maggio 1725 per riconfermare i diritti metropolitici degli arcivescovi di Urbino sulla sede di Gubbio.
Tra i successivi vescovi eugubini si segnalano Ulderico Campagna (1630-1638) e Alessandro Sperelli (1644-1671), che si distinsero per il loro impegno nell'applicazione dei decreti tridentini con la riforma del seminario e l'indizione di diversi sinodi diocesani. Sperelli in particolare fece restaurare la cattedrale (da lui riconsacrata il 22 settembre 1652) ed erigere la cappella della Madonna, e lasciò alla città la sua ricchissima biblioteca personale, primo ricco nucleo dell'odierna Biblioteca Sperelliana; e Giuseppe Pecci (1841-1855), insignito anche della porpora cardinalizia, che ebbe parte notevole nella stesura del documento con il quale papa Pio IX proclamava il dogma dell'Immacolata Concezione e nell'elaborazione del Sillabo.
Con l'erezione della diocesi di Pergola, tra 1818 e 1819 la Chiesa eugubina perse una larga parte del suo territorio storico sul versante marchigiano, compreso il monastero di Fonte Avellana; in cambio di questa perdita territoriale, la diocesi ottenne nuovamente l'immediata soggezione alla Sede Apostolica.
Il 15 agosto 1972 la diocesi perse nuovamente la sua autonomia ed entrò a far parte della provincia ecclesiastica dell'arcidiocesi di Perugia.
Dopo sette anni di sede vacante, dal 1972 al 1981 la diocesi fu unita in persona episcopi a quella di Città di Castello con il vescovo Cesare Pagani. Tale tipologia di unione è stata ripresa il 7 maggio 2022.
Il 1º aprile 2000 è stato inaugurato nell'antico palazzo dei canonici della cattedrale il museo diocesano.

## Cronotassi dei vescovi
Si omettono i periodi di sede vacante non superiori ai 2 anni o non storicamente accertati.
- Decenzio † (menzionato nel 416)[4]
- Gaudioso † (menzionato nel 599)[5]
- Florentino † (menzionato nel 769)[7]
- Bennato † (menzionato nell'826)[11]
- Erfone † (prima dell'847 - dopo l'853)[8]
- Arsenio ? † (menzionato nell'855)[12]
- Domenico † (prima dell'861 - dopo l'868)[9]
- Leuderico † (inizi del X secolo)[13]
- Pietro † (menzionato nel 921)[14]
- Giovanni I † (prima del 967 - dopo il 968)[15]
- Giuliano, O.S.B.Cam. † (inizio dell'XI secolo)[16]
- Tebaldo (o Tedaldo), O.S.B.Cam. † (prima del 1032 - dopo il 1049)[17]
- Guido † (menzionato nel 1057)
- San Rodolfo, O.S.B.Cam. † (1058/1059 - ottobre 1064 deceduto)[18]
- Ubaldo † (menzionato nel marzo 1065)[19]
- Ugo † (menzionato nel 1070)[20]
- Mainardo, O.S.B.Cam. † (circa 1071 - 8 dicembre 1074 deceduto)[21]
- Domenico, O.S.B.Cam. † (circa 1075 - ?)[22]
- Rustico, O.S.B.Cam. † (menzionato nel 1097)
- San Giovanni da Lodi, O.S.B.Cam. † (circa fine del 1104 - 7 settembre 1105 deceduto)[23]
- Giovanni III † (1106 - ?)
- Stefano † (prima di marzo 1126 - dopo giugno 1127)[24]
- Sant'Ubaldo Baldassini † (circa 1129[25] - 16 maggio 1160 deceduto)
- Teobaldo Balbi, O.S.B.Cam. † (1160 - prima del 1180 nominato arcivescovo di Zara)[26]
- Bonatto, O.S.B. † (menzionato nel 1163)[27]
- Gualfredo † (menzionato nel 1167)[28]
- Offredo, O.S.B. † (prima del 1179 - dopo il 1184)
- Bentivoglio, O.S.B. † (prima del 1188 - dopo il 1191)[29]
- Marco, O.S.B.Cam. † (dopo giugno 1195 - 26 gennaio 1200 deceduto)
- Alberto † (1200 - 1205 deceduto)
- Beato Villano, O.S.B.Cam. † (26 novembre 1206 - dopo il 1237 deceduto)
- Giacomo, O.F.M. † (prima di agosto 1240 - circa 1276 deceduto)
- Benvenuto, O.F.M. † (5 giugno 1278 - circa 1294 deceduto)
- Ventura † (28 marzo 1295 - novembre 1302 deceduto)
- Francesco I † (10 dicembre 1302 - prima dell'11 marzo 1306 deceduto)
- Giovanni Bervaldi, O.P. † (menzionato nel 1306)
- Francesco II † (prima del 1313 - circa 1326 deceduto)[30]
- Pietro de' Gabrielli † (8 agosto 1327 - 1345 deceduto)
- Hugues Le Baille, O.E.S.A. † (15 luglio 1345 - 9 dicembre 1345 nominato vescovo di Tolone)
- Francesco d'Amelia † (7 aprile 1346 - settembre 1346 deceduto)
- Vasino Rolando, O.F.M. † (2 ottobre 1346 - 14 giugno 1350 nominato arcivescovo di Capua)
- Giovanni Morlaco, O.F.M. † (19 novembre 1350 - 27 marzo 1370 nominato vescovo di Riez)
- Giovanni Aldobrandini (Benzi di Firenze), O.P. † (22 aprile 1370 - settembre/novembre 1376[31] deceduto)
- Gabriele Gabrielli, O.S.B.Cam.[32] † (13 aprile 1377 - ottobre 1383 deceduto)
  - Adam, O.F.M. † (20 luglio 1384 - ?) (antivescovo)
  - Arnaud, O.F.M. † (24 gennaio 1388 - ?) (antivescovo)
- Lorenzo Corvini † (circa febbraio 1384 - 29 novembre 1390 nominato vescovo di Spoleto)
- Bertrando d'Alagno † (4 gennaio 1391 - prima del 14 aprile 1401[33] nominato arcivescovo di Amalfi)
- Matteo da Fabriano, O.F.M. † (26 gennaio 1401 - 1405 deceduto)
- Francesco Billi † (13 gennaio 1406 - 1444 deceduto)
- Antonio Severi † (15 luglio 1444 - 8 aprile 1472 deceduto)
- Leonardo Griffo † (24 aprile 1472 - 23 settembre 1482 nominato arcivescovo di Benevento)
  - Girolamo Basso della Rovere † (23 settembre 1482 - 3 gennaio 1492 dimesso) (amministratore apostolico)
- Francesco della Rovere † (9 gennaio 1492 - 13 agosto 1504 nominato vescovo di Mende)
- Antonio Ferrero † (13 agosto 1504 - 23 luglio 1508 deceduto)
  - Federico Fregoso † (28 luglio 1508 - 22 luglio 1541 deceduto) (amministratore apostolico)
  - Pietro Bembo, O.S.Io.Hier. † (29 luglio 1541 - 18 febbraio 1544 nominato vescovo di Bergamo) (amministratore apostolico)
- Marcello Cervini † (29 febbraio 1544 - 9 aprile 1555 eletto papa con il nome di Marcello II)
  - Giacomo Savelli † (29 maggio 1555 - 6 febbraio 1556 dimesso) (amministratore apostolico)
- Mariano Savelli † (6 febbraio 1556 - 19 settembre 1599 deceduto)
- Andrea Sorbolonghi † (15 marzo 1600 - 13 aprile 1616 deceduto)
- Alessandro del Monte † (18 luglio 1616 - 14 giugno 1628 deceduto)
- Pietro Carpegna † (11 dicembre 1628 - 19 giugno 1630 deceduto)
- Ulderico Carpegna † (23 settembre 1630 - 11 ottobre 1638 nominato vescovo di Todi)
- Orazio Monaldi † (2 maggio 1639 - 14 dicembre 1643 nominato vescovo di Perugia)
- Alessandro Sperelli † (14 marzo 1644 - 19 gennaio 1672 deceduto)
- Carlo Vincenzo Toti † (27 giugno 1672 - 28 febbraio 1690 deceduto)
- Sebastiano Pompeo Bonaventura † (27 novembre 1690 - 15 novembre 1706 nominato vescovo di Montefiascone e Corneto)
- Fabio Mancinforte † (11 aprile 1707 - 23 settembre 1725 dimesso[34])
- Sostegno Maria Cavalli, O.S.M. † (26 settembre 1725 - 15 agosto 1747 deceduto)
- Giacomo Cingari † (20 novembre 1747 - 17 giugno 1768 deceduto)
- Paolo Orefici † (19 settembre 1768 - 17 ottobre 1784 deceduto)
- Ottavio Angelelli † (14 febbraio 1785 - 6 marzo 1809 deceduto)
  - Sede vacante (1809-1814)
- Mario Ancajani † (26 settembre 1814 - 27 giugno 1821 nominato arcivescovo di Spoleto)
- Vincenzo Massi † (27 giugno 1821 - 22 novembre 1839 dimesso[35])
- Giuseppe Pecci † (1º marzo 1841 - 21 gennaio 1855 deceduto)
- Innocenzo Sannibale † (23 marzo 1855 - 9 aprile 1891 deceduto)
- Luigi Lazzareschi † (1º giugno 1891 - 18 marzo 1895 dimesso[36])
- Macario Sorini † (18 marzo 1895 - 19 aprile 1900 dimesso[37])
- Angelo Maria Dolci † (19 aprile 1900 - 9 dicembre 1906 dimesso[38])
- Giovanni Battista Nasalli Rocca di Corneliano † (25 gennaio 1907 - 6 dicembre 1916 dimesso[39])
- Carlo Taccetti † (22 marzo 1917 - 6 aprile 1920 deceduto)
- Pio Leonardo Navarra † (16 dicembre 1920 - 29 gennaio 1932 nominato vescovo di Terracina, Priverno e Sezze)
- Beniamino Ubaldi † (30 marzo 1932 - 14 gennaio 1965 deceduto)
  - Sede vacante (1965-1972)[40]
- Cesare Pagani † (22 gennaio 1972 - 21 novembre 1981 nominato arcivescovo di Perugia e vescovo di Città della Pieve)
- Ennio Antonelli (25 maggio 1982 - 6 ottobre 1988 nominato arcivescovo di Perugia-Città della Pieve)
- Pietro Bottaccioli † (26 aprile 1989 - 23 dicembre 2004 ritirato)
- Mario Ceccobelli (23 dicembre 2004 - 29 settembre 2017 ritirato)
- Luciano Paolucci Bedini, dal 29 settembre 2017

## Statistiche
La diocesi nel 2023 su una popolazione di 53.274 persone contava 52.565 battezzati, corrispondenti al 98,7% del totale.
| anno | popolazione | popolazione | popolazione | presbiteri | presbiteri | presbiteri | presbiteri                | diaconi | religiosi | religiosi | parrocchie |
| anno | battezzati  | totale      | %           | numero     | secolari   | regolari   | battezzati per presbitero | diaconi | uomini    | donne     | parrocchie |
| ---- | ----------- | ----------- | ----------- | ---------- | ---------- | ---------- | ------------------------- | ------- | --------- | --------- | ---------- |
| 1950 | 55.000      | 55.000      | 100,0       | 82         | 53         | 29         | 670                       |         | 32        | 154       | 65         |
| 1970 | 48.000      | 48.000      | 100,0       | 73         | 54         | 19         | 657                       |         | 21        | 130       | 67         |
| 1980 | 47.150      | 47.200      | 99,9        | 68         | 47         | 21         | 693                       |         | 23        | 96        | 67         |
| 1990 | 47.950      | 48.000      | 99,9        | 62         | 41         | 21         | 773                       | 1       | 21        | 65        | 40         |
| 1999 | 47.900      | 48.000      | 99,8        | 58         | 38         | 20         | 825                       | 7       | 23        | 112       | 40         |
| 2000 | 47.800      | 48.000      | 99,6        | 56         | 36         | 20         | 853                       | 7       | 21        | 111       | 40         |
| 2001 | 47.800      | 48.000      | 99,6        | 58         | 38         | 20         | 824                       | 7       | 22        | 113       | 40         |
| 2002 | 47.800      | 48.000      | 99,6        | 52         | 32         | 20         | 919                       | 7       | 22        | 83        | 40         |
| 2003 | 47.200      | 48.000      | 98,3        | 51         | 31         | 20         | 925                       | 7       | 20        | 87        | 40         |
| 2004 | 47.200      | 48.000      | 98,3        | 50         | 31         | 19         | 944                       | 8       | 19        | 87        | 39         |
| 2006 | 47.200      | 48.000      | 98,3        | 47         | 28         | 19         | 1.004                     | 12      | 21        | 86        | 39         |
| 2013 | 52.181      | 55.754      | 93,6        | 53         | 35         | 18         | 984                       | 9       | 19        | 92        | 39         |
| 2016 | 52.800      | 53.000      | 99,6        | 49         | 30         | 19         | 1.077                     | 9       | 20        | 80        | 39         |
| 2019 | 51.800      | 54.825      | 94,5        | 43         | 32         | 11         | 1.204                     | 8       | 18        | 71        | 39         |
| 2021 | 52.020      | 54.540      | 95,4        | 45         | 30         | 15         | 1.156                     | 8       | 17        | 72        | 39         |
| 2023 | 52.565      | 53.274      | 98,7        | 46         | 31         | 15         | 1.142                     | 8       | 17        | 72        | 39         |